# Stephen Halden Beattie
Stephen Halden Beattie VC  Creu de Guerra amb Palmes Legió d'Honor (29 de març de 1908 - 24 d'abril de 1975) va ser un oficial de la Royal Navy guanyador de la Creu Victòria, la condecoració més alta i prestigiosa per valentia davant de l'enemic, de resultes de la seva participació en l'Operació Carro.

## Biografia
Nascut a Leighton, Gal·les, fill del Reverend Ernest Halden Beattie MC, estudiant al Abberley Hall (Worcestershire). S'allistà el 1926 a la Royal Navy, sent Guardiamarina l'1 de gener de 1927. Deu dies després és destinat al cuirassat  HMS Barham a la Mediterrània. A finals d'any passa al HMS Warspite, fins que al maig de 1929 fa un curs de promoció al Royal Navy College de Greenwich, sent ascendit de forma provisional a Sotstinent. Entre gener i abril de 1930 torna a fer un curs de promoció a Portsmouth, després del qual rep el nomenament definitiu de Sotstinent.
Entre 1930 i 1935 està destinat a la Flota d'Aigües Nacionals a bord del destructor  HMS Windsor; i entre maig de 1933 i febrer de 1935 al HMS Ganges. El 1933 es casa amb Philippa Mary Blanchflower, amb la que tindrà quatre fills. El juliol del 1935 torna a la Mediterrània a bord del HMS Arrow; i l'esclat de la Segona Guerra Mundial el sorprendrà com a Primer Tinent del destructor HMS Zulu.
Amb 33 anys, ja Tinent Comandant, el 27 de març de 1942 participa en l'atac a Saint-Nazaire com a oficial comandant del HMS Campbeltown, amb el que havia d'estavellar-se a les portes del dic sec. Allà, sota un intens foc dirigit des del pont des d'uns 100 metres, aconseguí fer encallar el vaixell allà on estava previst, a una velocitat de 20 nusos i quatre minuts per sota de l'horari previst. Va ser capturat pels alemanys i va passar la resta de la guerra en captivitat.
Un cop finalitzada la guerra, va ser promogut a Comandant, però no va rebre cap nomenament fins al març de 1948, en què va ser nomenat Oficial Comandant del HMS Hawke. Al juny de 1951 és promogut a Capità; i entre 1956 i 1958 és l'Oficial Naval Superior al Golf Pèrsic, a HMS Jufair (Bahrain).
Va retirar-se el 7 de juliol de 1960. Està enterrat a Mullion, Cornwall, i la seva Creu Victòria està exposada a l'Imperial War Museum de Londres

## Historial Militar i Condecoracions

### Dates de promoció
- Guardiamarina – 1 de gener de 1927
- Sotstinent – 12 d'agost de 1930
- Tinent - 10 d'abril de 1931
- Tinent Comandant - 1 de novembre de 1938
- Comandant - 30 de juny de 1945
- Capità - 30 de juny de 1951

### Condecoracions
- Creu Victòria – 21 de maig de 1942 (investit el 22 de juny de 1945)
- 2 Mencions als Despatxos – 1 de gener de 1941 i 19 de febrer de 1946
- Estrella de 1939-45
- Estrella de l'Atlàntic
- Medalla de la Guerra 1939-1945
- Membre de la Legió d'Honor (França) – 28 de març de 1942 (investit el 14 de juliol de 1950)
- Creu de Guerra (França) – 28 de març de 1942
- Membre de l'orde de Menelic II (Etiòpia)